# راشل یامالا
راشل یامالا (انگلیسی: Rachael Yamala؛ زادهٔ ۱۲ فوریهٔ ۱۹۷۵) بازیکن فوتبال اهل نیجریه است.
وی همچنین در تیم ملی فوتبال زنان نیجریه بازی کرده‌است.